# Liste der denkmalgeschützten Objekte in St. Margarethen im Lungau
Die Liste der denkmalgeschützten Objekte in St. Margarethen im Lungau enthält die 5 denkmalgeschützten, unbeweglichen Objekte der Gemeinde St. Margarethen im Lungau im Salzburger Bezirk Tamsweg.

## Denkmäler
| Foto |                 | Denkmal                                                            | Standort                                  | Beschreibung | Metadaten |
| ---- | --------------- | ------------------------------------------------------------------ | ----------------------------------------- | --- | --- |
| ja   | Datei hochladen | Pfarrhof HERIS-ID: 27893 Objekt-ID: 24438                          | Kirchgasse 1 Standort KG: St. Margarethen | Der Pfarrhof ist ein verputzter Steinbau mit fünfachsiger Gliederung, Rundbogenportal und Querflur. | BDA-Hist.: Q37914228 Status: § 2a Stand der BDA-Liste: 2025-06-30 Name: Pfarrhof GstNr.: .35                                                                                 |
| ja   | Datei hochladen | Kath. Pfarrkirche hl. Margaretha HERIS-ID: 27881 Objekt-ID: 24426  | Standort KG: St. Margarethen              | Der spätgotische Kirchenbau mit einem Nordturm ist von einem Friedhof umgeben. 1586 mit Netzrippengewölbe. Altarblatt hl. Margaretha von Jakob Zanusi. Oberbild Dreifaltigkeit von Johann Friedrich Pereth. | BDA-Hist.: Q37914161 Status: § 2a Stand der BDA-Liste: 2025-06-30 Name: Kath. Pfarrkirche hl. Margaretha GstNr.: .1 Pfarrkirche hl. Margaretha, Sankt Margarethen im Lungau  |
| ja   | Datei hochladen | Kirchhof HERIS-ID: 27884 Objekt-ID: 24429                          | Standort KG: St. Margarethen              | Der Friedhof beinhaltet eine im Kern gotische Aufbahrungshalle, welche am nördlichen Langhaus der Pfarrkirche angebaut ist. | BDA-Hist.: Q37914194 Status: § 2a Stand der BDA-Liste: 2025-06-30 Name: Kirchhof GstNr.: 1 Friedhof Sankt Margarethen im Lungau                                              |
| ja   | Datei hochladen | Kath. Filialkirche hl. Augustinus HERIS-ID: 27888 Objekt-ID: 24433 | Schulgasse Standort KG: St. Margarethen   | Kleiner Kirchenbau mit romanischem Kern und barocken Erweiterungsbauten. Wandmalerei von Gregor Lederwasch IV aus 1768. Mittelfigur hl. Augustinus von Johann Pult (1781). | BDA-Hist.: Q37914211 Status: § 2a Stand der BDA-Liste: 2025-06-30 Name: Kath. Filialkirche hl. Augustinus GstNr.: .76 Filialkirche hl. Augustinus, St. Margarethen im Lungau |
| ja   | Datei hochladen | Tannhäuser-Bildstock HERIS-ID: 27897 Objekt-ID: 24443              | Standort KG: St. Margarethen              | Der Tannhäuser Bildstock (auch Thannhauser Bildstock) stammt aus der ersten Hälfte des 15. Jahrhunderts. Der Bildstock ist aus Konglomeratgestein gefertigt mit einer achteckigen Säule und einem hochrechteckigen Nischenhäuschen über einem Gesims. Das Pyramidendach ist mit Holzschindeln gedeckt und wird von einem zweigestrichenen Kreuz gekrönt. In den flachen, kielbogigen Nischen befinden sich hinter Glas gemalte Darstellungen der Marienkrönung, der hl. Margaretha, des hl. Sebastian sowie die Inschrift: „Heilige Maria du Zuflucht der Bedrängten, bitt für uns.“ Im Zuge der Erneuerung der Dorfstraße im Jahre 1987 wurde der Bildstock an den heutigen Standort versetzt, davor stand er vor dem Bauernhof Enstaller am Straßenrand. Dabei wurden die Malereien von Elisabeth Strauß erneuert. | BDA-Hist.: Q37916402 Status: § 2a Stand der BDA-Liste: 2025-06-30 Name: Tannhäuser-Bildstock GstNr.: 1630/2                                                                  |